# CodeLite
CodeLite ist eine freie, quelloffene und plattformunabhängige Entwicklungsumgebung für die Programmiersprachen C, C++, Rust, Python, PHP und JavaScript.

## Entstehung
Im August 2006 begann Eran Ifrah die Arbeit an CodeLite. Sein Ziel war es zunächst, auf der Basis von Ctags, SQLite und einem Yacc-Parser eine Autovervollständigungsbibliothek zu entwickeln, die von anderen Entwicklungsumgebungen genutzt werden kann.
Das Resultat war eine Demonstrationssoftware namens LiteEditor, um die Funktionen darstellen zu können. Im Laufe der Zeit wuchs die Leistungsfähigkeit immer weiter, und schließlich wurde aus dem Editor eine vollständige Entwicklungsumgebung.

## Eigenschaften
CodeLite wird ausschließlich mittels freier Software entwickelt und basiert auf der freien Bibliothek wxWidgets. Es ist nicht an einen bestimmten Compiler gebunden und bietet u. a. eine Projektverwaltung, Autovervollständigung, Restrukturierung, Syntaxhervorhebung, Code-Faltung, Unterstützung von Subversion sowie Integration des GNU Debuggers. Darüber hinaus ist CodeLite mittels Plugins erweiterbar.
Der Quelltexteditor basiert auf Scintilla.